# Tori (album)
Tori (stilizzato TORI.) è il quinto album in studio della cantante statunitense Tori Kelly, pubblicato nel 2024.

## Tracce
1. Thing U Do – 4:05
2. Missin U – 2:57
3. Diamonds – 3:00
4. Cut – 2:56
5. Spruce (featuring Kim Chae-won de Le Sserafim) – 2:43
6. Shelter – 2:51
7. Oceans – 2:38
8. Purple Skies (Interlude) – 0:26
9. Unbelievable (featuring Ayra Starr) – 2:38
10. Shine On – 2:57
11. High Water – 2:48
12. Young Gun (featuring Jon Bellion) – 2:53
13. Alive If I Die – 2:34
14. Missin U (R&B edit) – 2:52
15. Same Girl – 2:28